# Karang Sewu
Karang Sewu is een bestuurslaag in het regentschap Kulon Progo van de provincie Jogjakarta, Indonesië. Karang Sewu telt 7287 inwoners (volkstelling 2010).